# Laranjeiro
Laranjeiro – dawna parafia (freguesia) Almady i jednocześnie miejscowość w Portugalii. W 2011 zamieszkiwało ją 20 988 mieszkańców, na obszarze 3,66 km². W 2013 stała się częścią nowo utworzonej parafii Laranjeiro e Feijó.